# Safran Aircraft Engines
Safran Aircraft Engines is een Frans producent van vliegtuig- en raketmotoren die deel uitmaakt van de eveneens Franse Safran-groep. Het bedrijf ontwikkelt en bouwt deze motoren voor commerciële en militaire vliegtuigen, draagraketten en satellieten en levert er ook onderhoudsdiensten op. Voor de commerciële vliegtuigmotoren wordt samengewerkt met het Amerikaanse GE Aviation via de joint venture CFM International en met het Russische NPO Saturn via de joint venture PowerJet.
In 2016 had Safran Aircraft Engines een kleine zestienduizend personeelsleden en bedroeg de omzet ruim acht miljard euro. Het bedrijf heeft 35 vestigingen in negen landen, waarvan de helft in Frankrijk, vijf in de Verenigde Staten en vier in China. Het bedrijf heeft ook een vestiging waar vliegtuigmotoren worden onderhouden op de luchthaven van Zaventem.

## Geschiedenis
Safran Aircraft Engines komt voort uit vliegtuigmotorfabrikant Gnome et Rhône, dat zelf in 1915 was ontstaan door de fusie van Société des Moteurs Gnome, opgericht in 1905, en Société des Moteurs Le Rhône, opgericht in 1912. Gnome et Rhône was tot de Tweede Wereldoorlog een toonaangevende producent van vliegtuigmotoren. Tijdens de Tweede Wereldoorlog moest het bedrijf BMW 801-motoren maken voor de Duitse bezetter. Tegen het einde van de oorlog werden de twee fabrieken zwaar beschadigd door Britse luchtaanvallen, waardoor het bedrijf na de oorlog niet langer levensvatbaar was. In mei 1945 werd het genationaliseerd en samen met andere Franse vliegtuigmotorbouwers ondergebracht in S.N.E.C.M.A., een acroniem voor Société Nationale d'Études et de Construction de Moteurs d'Aviation; in het Nederlands Nationale Onderneming voor Ontwerp en Bouw van Vliegtuigmotoren.

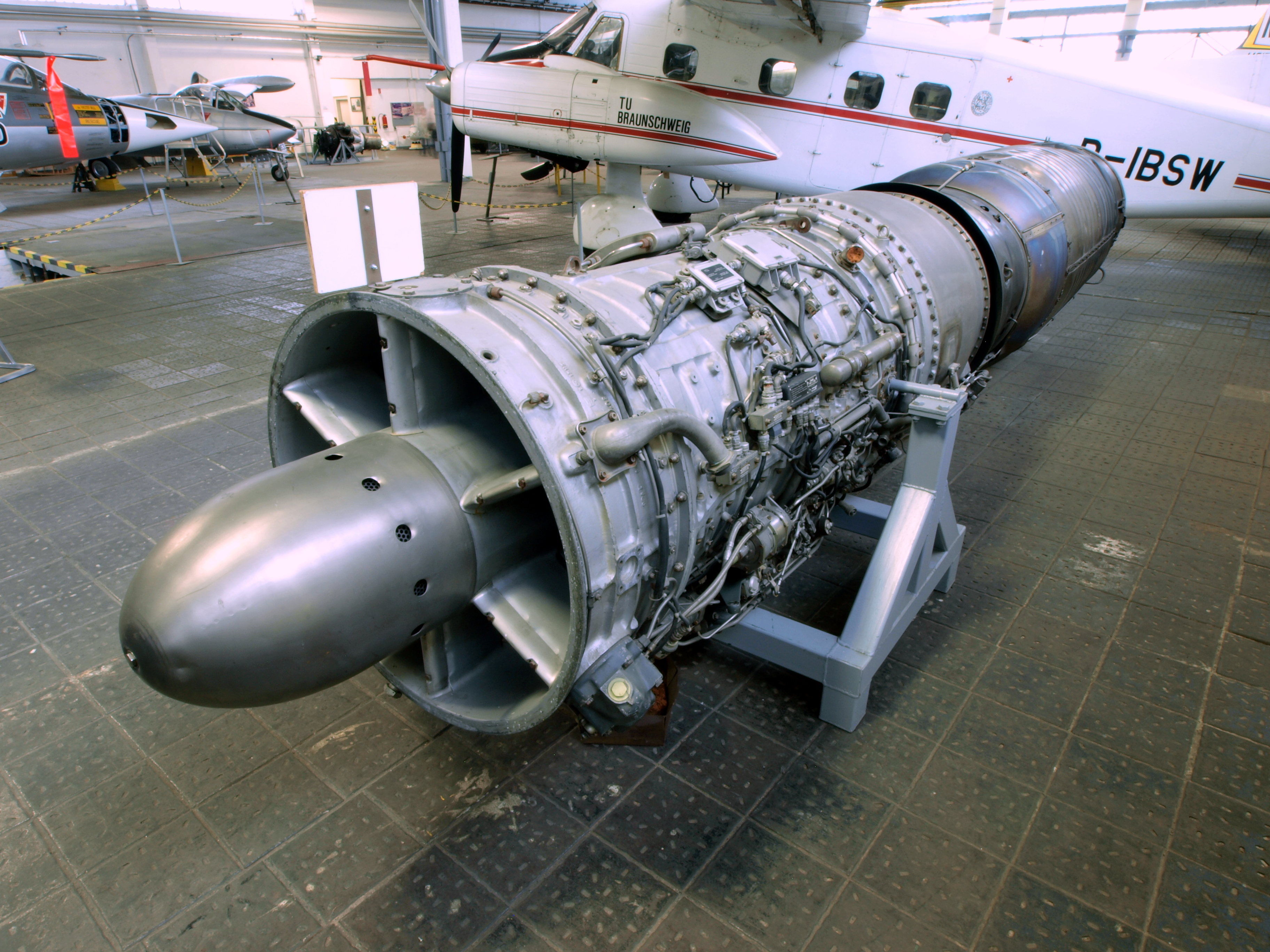
De Atar-motor van een Mirage III.

Op basis van straalmotortechnologie van BMW ontwikkelde een team van Duitse ingenieurs genaamd Atelier Technique Aéronautique Rickenbach of ATAR onder Franse controle de Atar 101. De tekeningen werden naar Snecma gestuurd en gingen in Frankrijk in productie. In 1948 werd de eerste militaire straalmotor uitgebracht, de Atar. Deze werd tot in de jaren zeventig doorontwikkeld. In 1979 werd de Ariane 1-draagraket voor het eerst gelanceerd. Snecma levert sindsdien de raketmotoren voor de Ariane-raketten.
In 1961 ging Snecma een joint venture aan met het Britse Bristol Siddeley om een motor te ontwikkelen voor de Concorde. In 1968 werden Hispano Suiza, Socata en Bugatti overgenomen. Autobouwer Bugatti werd daarbij gewaardeerd om diens motoren en turboladers. Eind jaren 1960 ging Snecma ook motoren produceren voor het Amerikaanse GE Aviation. In 1974 leidde die samenwerking tot de joint venture CFM International, die uitgroeide tot een van de grootste bouwers van motoren voor grote verkeersvliegtuigen.
In 1970 voegden Snecma en Messier hun productie van landingsgestellen samen in Messier-Hispano. In 1973 werd Snecma hier volledig eigenaar van. In 1994 werd de divisie samengebracht met het Britse Dowty, toen eigendom van de TI Group. Vier jaar later nam Snecma de joint venture geheel over. In 1999 werd Snecma Services opgericht, waarin alle onderhoudsactiviteiten werden samengebracht. In 2000 werd de productie van motoren ondergebracht in Snecma Moteurs. Deze bedrijven ressorteerden onder de nieuw gecreëerde holding Snecma SA. Nog in 2000 werd Labinal overgenomen, en met Labinal Turbomeca en Microturbo. In 2001 werd de productie van motorgondels en straalomkeerders samengetrokken in Hurel-Hispano, thans Safran Nacelles.
In 2005 fuseerde Snecma met defensie-elektronicabedrijf Sagem om samen de Safran-groep te vormen. Snecma SA werd opgesplitst en Snecma Moteurs ging daarop Snecma heten. In 2016 paste Safran de namen van alle afdelingen aan, zodat ze begonnen met het woord "Safran". Snecma kreeg toen de nieuwe naam Safran Aircraft Engines.

## Motoren

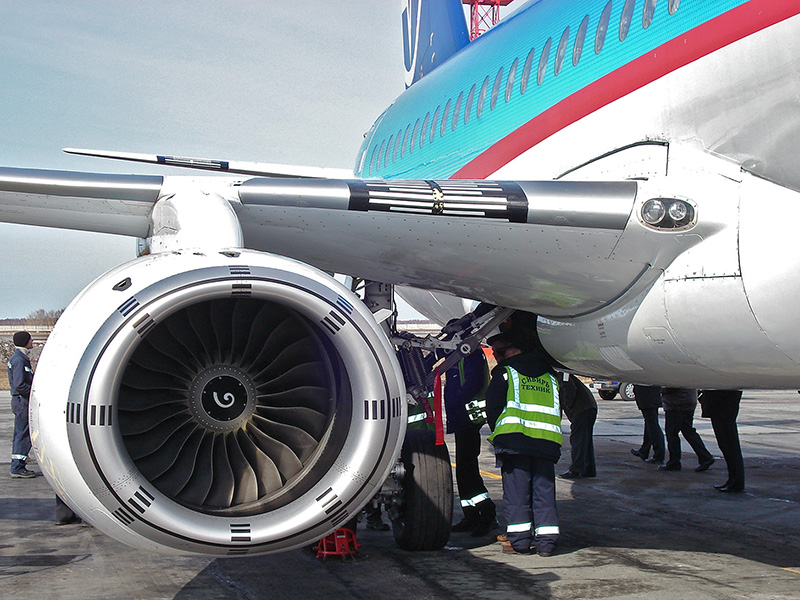
Een SaM146 gemonteerd op een Superjet 100.

De CFM56 van CFM International, waarin Safran Aircraft Engines een 50%-aandeel heeft, is de belangrijkste civiele vliegtuigmotor van het bedrijf. Sinds 2016 is de opvolger, de CFM LEAP, in te koop. De SaM146 van PowerJet, waarvan Safran Aircraft Engines wederom de helft bezit, is de krachtbron van het Russische Soechoj Superjet 100-verkeersvliegtuig. Safran Aircraft Engines neemt sinds 1990 ook deel aan het GE90-programma van General Electric, en heeft er een 23,5%-aandeel in. Ook in de CF6 van GE en de GP7000 van Engine Alliance heeft het bedrijf kleinere belangen. Safran Aircraft Engines ontwikkelde zelf de Silvercrest, die is bestemd voor privéjets.
De eerste militaire straalmotor was de Atar. Eind jaren 1960 werd de M53 ontwikkeld, die bestemd was voor de Dassault Mirage 2000. Daarna volgde de M88 voor de Dassault Rafale. In 1971 was ook de eerste Turbomeca Larzac klaar, die werd toegepast in de Dassault/Dornier Alpha Jet-opleidingsstraaljager. Safran Aircraft Engines heeft ook een aandeel van 28% in Europrop International, dat de turbopropmotoren voor het Airbus A400M-transportvliegtuig ontwikkelt.
Voor de ruimtevaart ontwikkelde het bedrijf de Viking-motor die de eerste en tweede trap van de Ariane 1 tot en met 4 aandreef. De Ariane 5 past hier de latere Vulcain-motor toe. De HM7B-cryogeenmotor drijft de derde trap van de Arianes aan. Anno 2013 was de opvolger hiervan, de Vinci, nog in ontwikkeling.